# Carnegie Museum of Art
Pour les articles homonymes, voir Carnegie.
Le Carnegie Museum of Art est un musée d'art américain situé à Pittsburgh, en Pennsylvanie, dans le quartier d'Oakland. Il a été fondé en 1895 par l'industriel et philanthrope Andrew Carnegie (1835-1919). Le musée possède une importante collection d'art contemporain, y compris des films et de l'art vidéo.

## Histoire
Les origines du musée remontent à une idée d'Andrew Carnegie de 1886 : « Je pense à associer au projet d'une bibliothèque celui d'une galerie d'art où serait conservé les traces du progrès et du développement de l'art  pictural en Amérique. » Inaugurée le 5 novembre 1895, la galerie fut d'abord abritée dans le bâtiment principal des bibliothèques Carnegie de Pittsburgh, à Oakland. Comme Carnegie songeait à une collection formée des « vieux maîtres de demain », on peut considérer que le Carnegie Museum of Art est le premier musée d'art moderne des États-Unis. Le musée a connu une importante expansion en 1907, avec l'addition des Halls de l'architecture et de la sculpture et des Bruce Galleries, toujours avec des fonds offerts par Carnegie.
Sous la direction de Leon Arkus fut construite la Sarah Mellon Scaife Gallery (11 600 m2), une addition au Carnegie Institute. Conçue par l'architecte Edward Larrabee Barnes, elle a ouvert en 1974, faisant plus que doubler la surface d'exposition et y ajoutant un espace pour les enfants, un amphithéâtre, des bureaux, un café et une librairie. Le critique d'art du New York Times John Russell (1919-2008) a décrit la galerie comme un « paradis sans défaut ». Elle a été rénovée plusieurs fois depuis sa création, la dernière en 2004.
Aujourd'hui le musée cultive l'amour de l'art contemporain d'Andrew Carnegie en organisant régulièrement l'exposition Carnegie International (dernièrement en 1999-2000, 2004-2005 et 2010). De nombreuses œuvres exposées à cette occasion ont été acquises pour les collections permanentes du musée, notamment Le Naufrage de Winslow Homer (1896) et Arrangement in Black: Portrait of Señor Pablo de Sarasate de Whistler (1884).

## Collections et départements
Le musée possède des départements des Beaux-Arts (art contemporain, œuvres sur papier), arts décoratifs, architecture et photographie. Il présente 15 expositions différentes par an. Ses collections permanentes comportent environ 32 000 objets, dont des œuvres d'art décoratif européennes et américaines de la fin du XVIIe siècle au présent, des œuvres sur papier, des peintures, des imprimés (particulièrement japonais), des sculptures et des installations. Il possède en particulier d'importantes collections d'objets en aluminium et de chaises. En temps normal, environ 1800 œuvres sont exposées.
En 2001, le musée a acheté les archives du photographe afro-américain Charles Harris (en) (1908–1998), constituées d'environ 80 000 négatifs allant des années 1930 aux années 1970. Il travaille avec le Teenie Harris Advisory Committee pour identifier les photos. Beaucoup ont été cataloguées et numérisées et sont disponibles en ligne par l'intermédiaire de l'outil de recherche du musée.

## Galeries

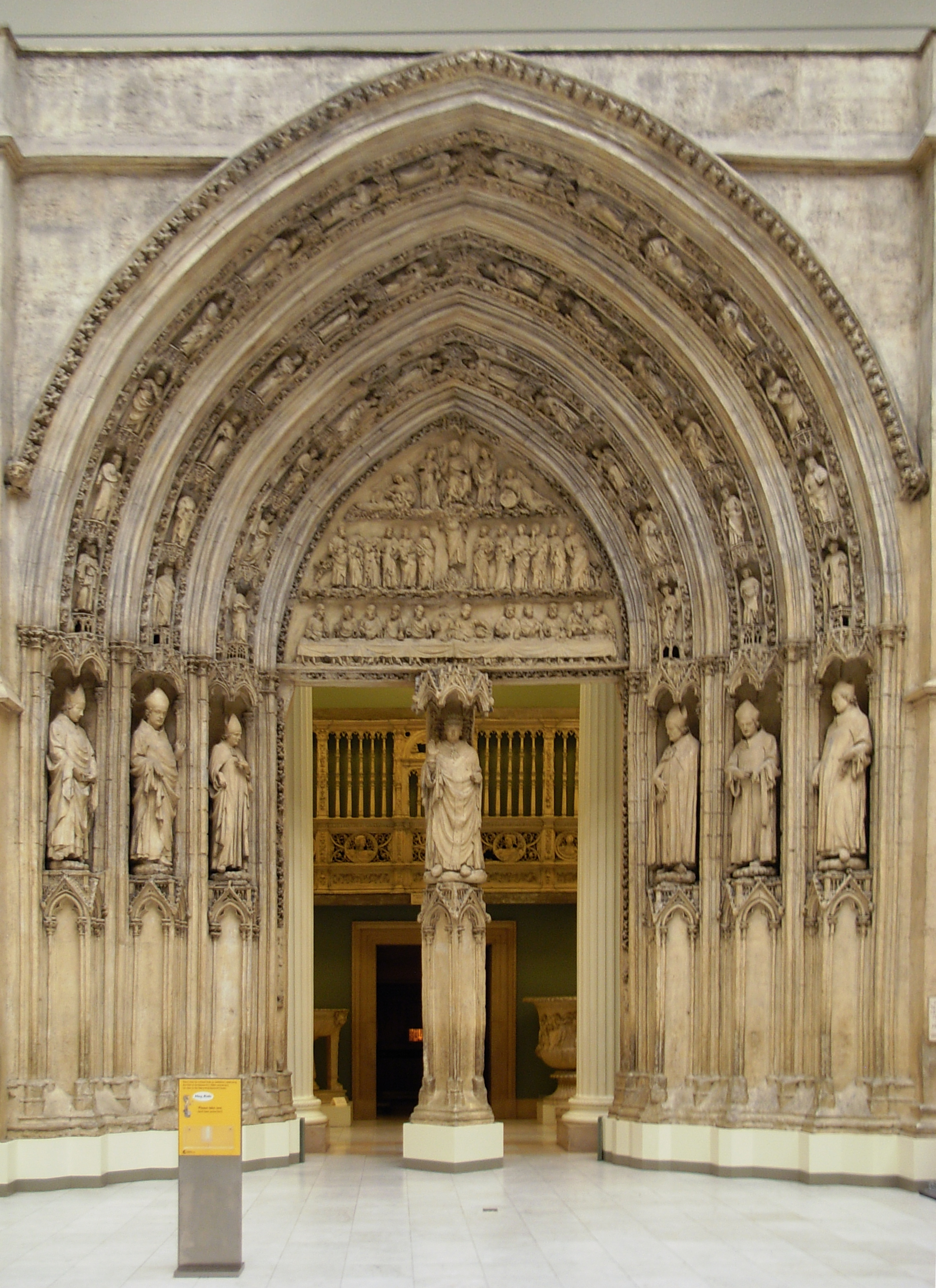
Moulage du portail du transept nord de la cathédrale de Bordeaux dans le Hall de l'architecture.

- Ailsa Mellon Bruce Galleries (1907) - construites à l'origine pour des reproductions de bronzes de Pompéi et d'Herculanum. Rénovées en 2009, ces galeries exposent plus de 500 objets représentant les arts décoratifs américains et européens du rococo et du néoclassicisme du XVIIIe siècle jusqu'au design contemporain.
- Hall de l'architecture (1907) - À la fin de l'époque victorienne, des moulages en plâtre d'œuvres remarquables, classiques, médiévales ou antiques, furent commercialisées en masse. Quelques rares musées, comme le Carnegie Museum of Art, se lancèrent dans la création de leurs propres moulages de grande taille. Le portail occidental de l'abbaye de Saint-Gilles, payé par Andrew Carnegie sur le conseil d'experts, est un de ceux-ci, et probablement le plus grand moulage architectural jamais réalisé. Aujourd'hui, le Hall de l'architecture abrite presque 140 moulages en plâtre grandeur nature d'éléments architecturaux provenant d'Égypte, de Grèce, de Rome et d'autres civilisations antiques, ainsi que de l'architecture romane, gothique et Renaissance. C'est la plus grande collection de moulages en plâtre des Amériques et une des trois plus grandes du monde avec celles du Victoria and Albert Museum de Londres et du Musée des monuments français de Paris.
- Hall de la sculpture (1907) - construit sur le modèle du sanctuaire intérieur du Parthénon, il était destiné à l'origine à recevoir 69 plâtres de sculptures égyptiennes, proche-orientales, grecques et romaines. Aujourd'hui, il présente des œuvres des collections permanentes, ses balcons exposant des objets d'art décoratif du dix-huitième au vingtième siècle.
- Heinz Architectural Center (1993) - dédié à la collection, l'étude et l'exposition de dessins et de maquettes d'architecture.
- Scaife Galleries - Principalement consacrées à l'art américain et européen depuis 1850, elles possèdent également des collections d'art africain, d'art classique et égyptien, ainsi que de l'art européen et américain plus ancien.

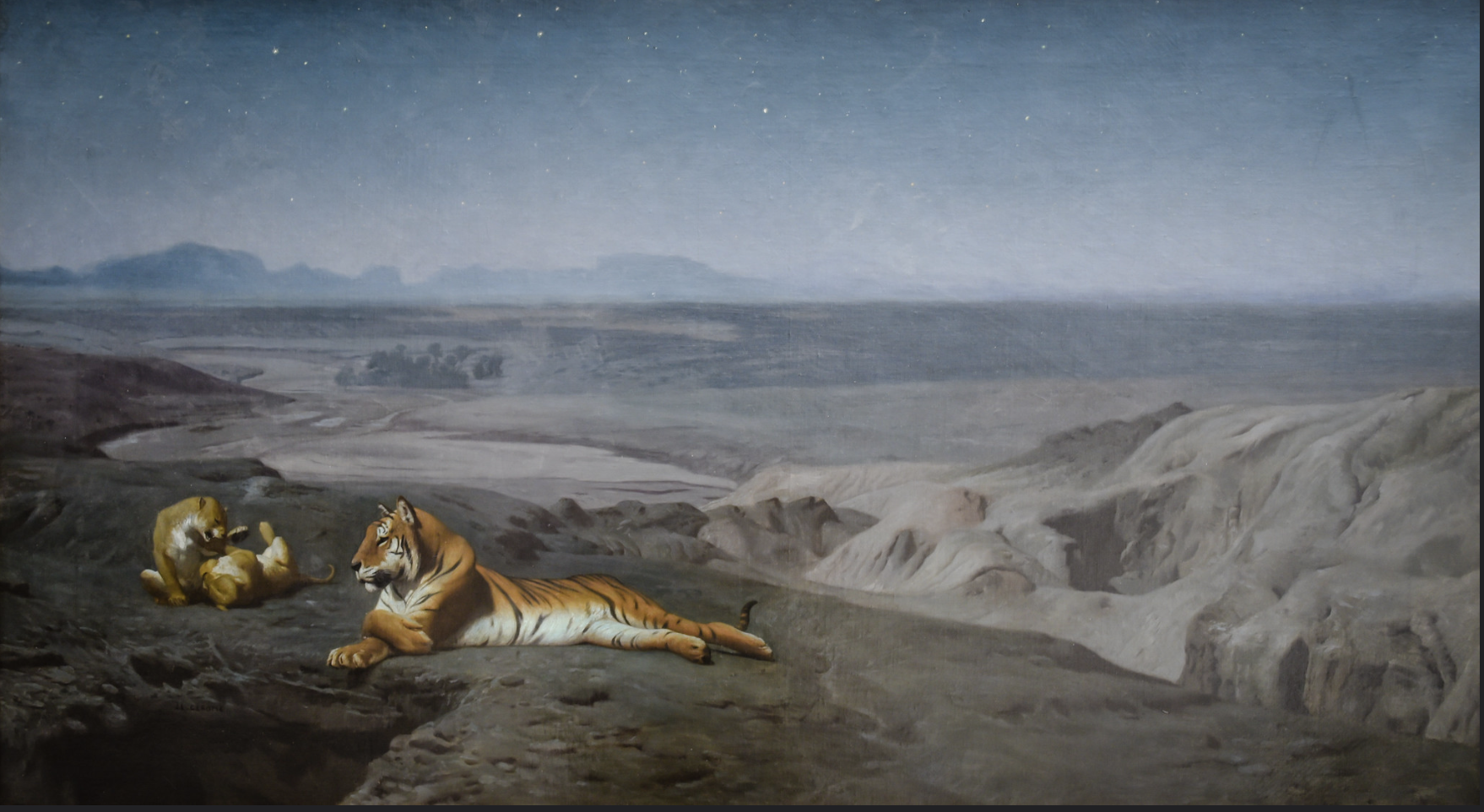
Jean-Léon Gérôme, La Nuit au désert (1884).
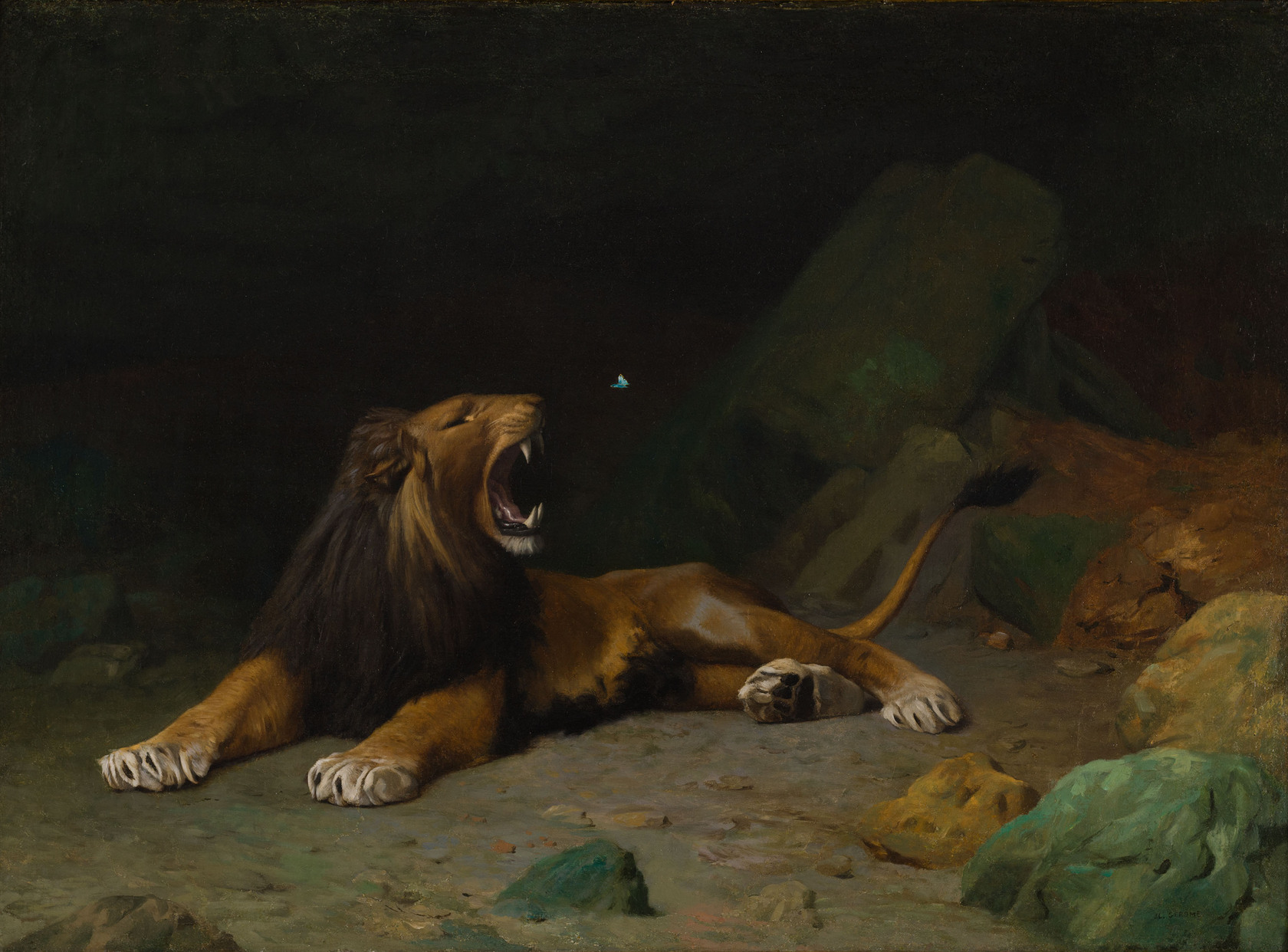
Jean-Léon Gérôme, Lion tentant de saisir un papillon (1889).
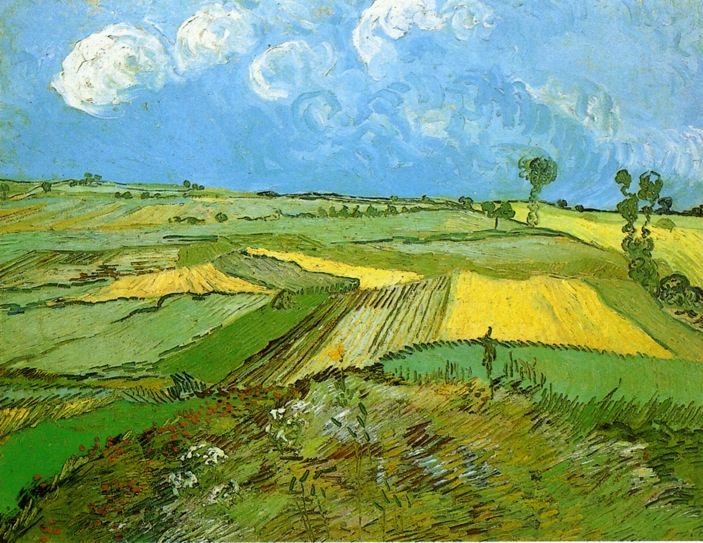
Vincent van Gogh, Champs de blé après la pluie (1890).
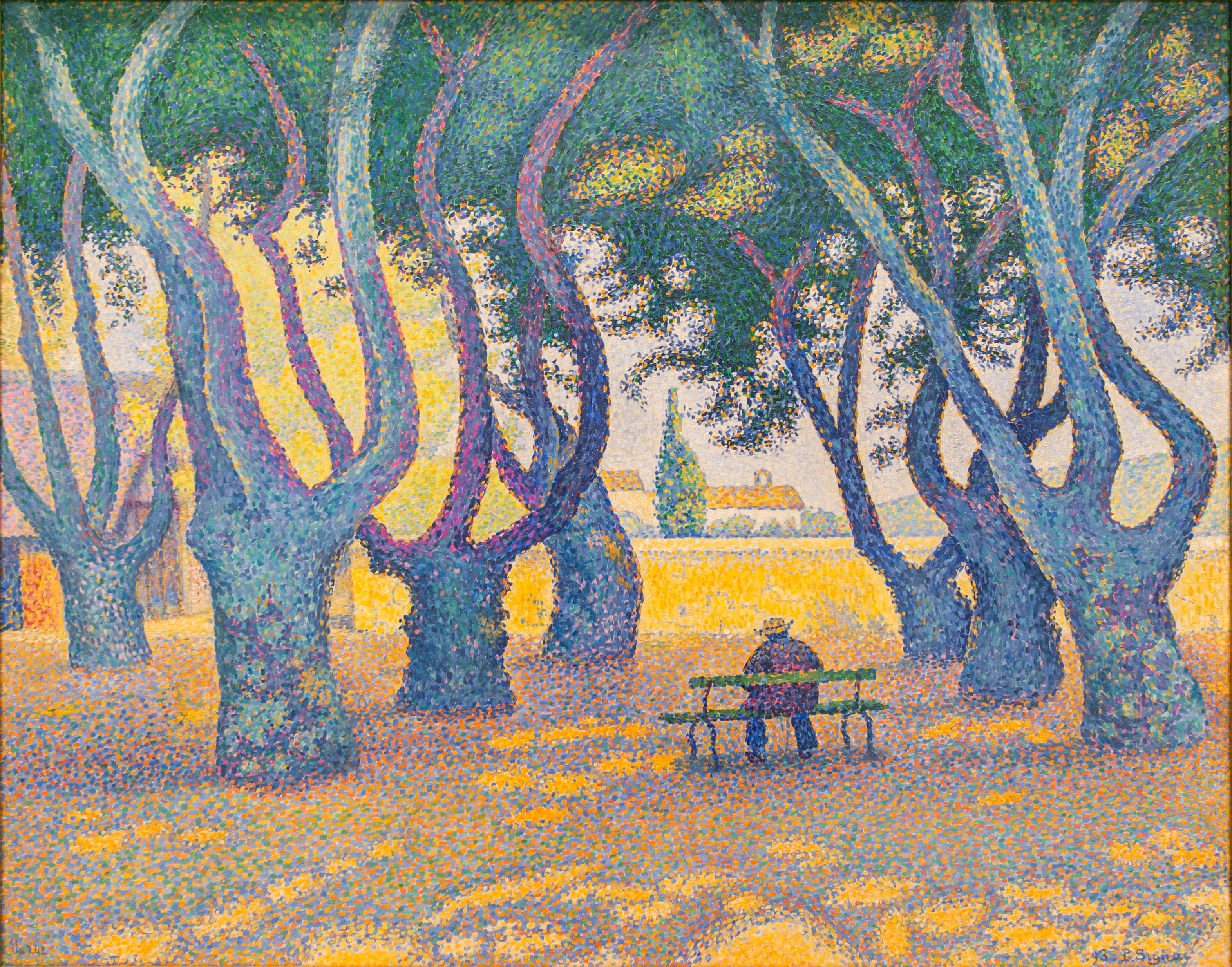
Paul Signac, Place des Lices, Saint-Tropez (1893).

- Galerie des œuvres sur papier.
- Forum Gallery

## Programmes
Au cours des soixante-quinze dernières années, plus de cent mille enfants de tout âge ont assisté aux classes d'art du samedi organisées au Carnegie Museum of Art. Parmi ces élèves ont figuré Andy Warhol, la photographe Duane Michals et le peintre contemporain Philip Pearlstein (né en 1924). Le Carnegie Museum of Art a été classé par Child magazine comme le cinquième musée d'art des États-Unis le mieux adapté aux enfants.